# Jakab király-féle Biblia
A Jakab király-féle Biblia vagy King James-fordítás (angolul: King James Bible (KJB) vagy King James Version (KJV)) a Biblia nevezetes angol nyelvű fordítása. 1611-ben adták ki először, majd a későbbiekben hét kiadás jelent meg; az 1769-es változatot ma is használják. Ez volt az első modern angol bibliafordítás, amely a héber szöveget is felhasználta.
A fordítást I. Jakab angol király rendelte el az anglikán egyház számára, innen származik a neve.
Gyorsan kiszorította a korábbi angol változatot, a Bishops' Bible-t (Püspöki Biblia), amelyet 1568-ban készítettek.
A Jakab király-féle verzió az „Átdolgozott Szabványosított Változat” (Revised Standard Version) megjelenéséig (1946–1952) az angol nyelvterületen általánosan használt bibliafordítás volt és ma is számos keresztény, főleg fundamentalista vallási mozgalom kedvelt fordítása.

## Előzetek
A fordítás arra a protestáns tanításra épült, amely szerint a keresztény tanítás alapja nem az egyházi vezetők értelmezése, hanem maga a Biblia („Sola scriptura”). Annak érdekében, hogy minden hívő hozzáférjen a Szentíráshoz, a reformáció szükségessé tette a Biblia lefordítását a helyi nyelvekre.
Már a korai középkorban – mielőtt a katolikus egyház a latin nyelvű Bibliát engedélyezte volna – a Biblia egyes részeit lefordították angolszász nyelvre. Utána, a késő középkorban megjelentek a bibliai könyvek (közép-angol) fordításai, amelyeket John Wyclif 1380 körül átdolgozott és egy teljes Bibliává állított össze. A Biblia első (korai) újangol nyelvű fordítása, a William Tyndale protestáns teológus által készített fordítás 1534-ben készült el, körülbelül 80 évvel a King James fordítás megjelenése előtt.
Az angol egyház kezdetben a hivatalosan jóváhagyott a Bishops' Bible-t (Püspöki Bibliát) használta, amelyet azonban a lakosság alig használt. Ennél népszerűbb lett a „Genfi Biblia”, amelynek Újszövetségét Tyndale fordítása alapján, 1557-ben adtak ki. Azonban a Biblia fontos részét képző, erős kálvinista és puritán megjegyzései nagyon nem tetszettek az angol egyháznak, valamint I. Jakab királynak sem. A király ezért elrendelte egy új fordítás készítését. 1604-ben zsinatot hívott össze a Hampton Court palotában, ahol új fordítást javasolt a népszerű Genfi Biblia helyére. A fordítókat pedig arra kérték, hogy kövessék az anglikán egyház tanításait, és kerüljék a polemikus lábjegyzeteket.

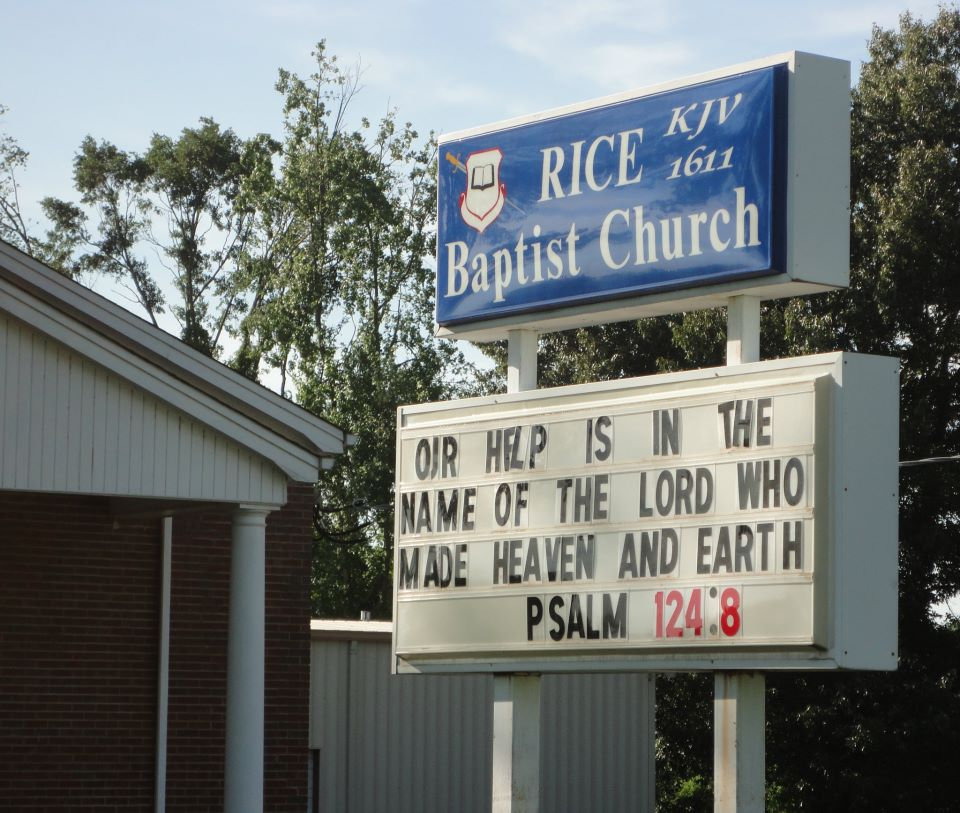
Amerikai baptista templom táblája, amely jelzi, hogy a gyülekezet a Biblia 1611-es, King James verzióját használja

## A Strong-konkordancia
A Strong-féle konkordancia (Strong’s Exhaustive Concordance of the Bible vagy röviden: Strong’s Concordance) a King James fordításhoz készített szómutató. Nevét dr. James Strongról kapta, aki 1890-ben mintegy száz munkatársával a KJV teljes szókészletét visszavezette az eredeti szöveghez. Ezzel a munkával az Ószövetségben használt 8674 héber szótövet és az Újszövetségben használt 5523 görög szótövet dolgozták fel.

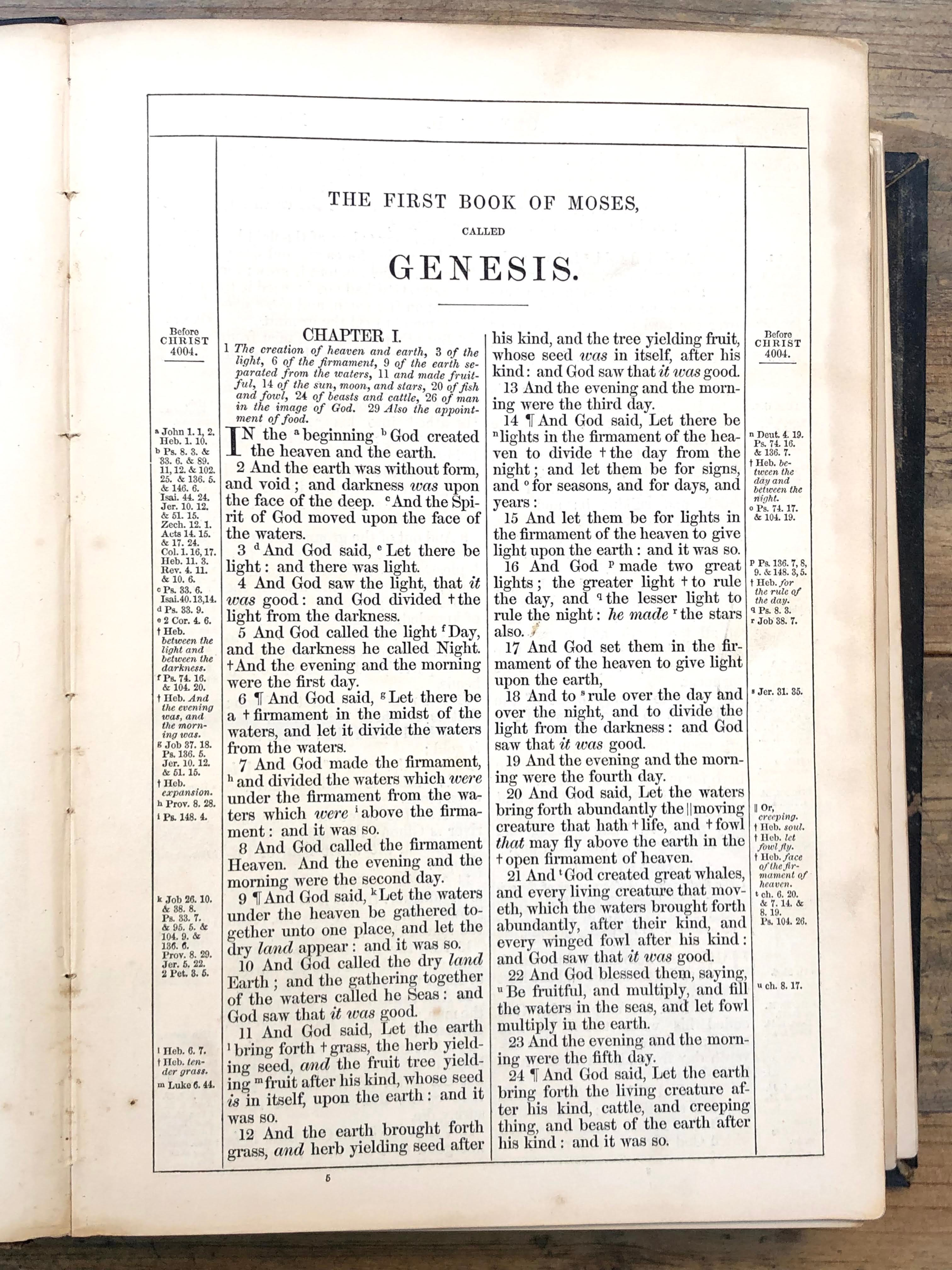
1. Mózes 1. része a King James-fordításban